# Betty Applewhite
Betty Applewhite es un personaje ficticio de la serie Desperate Housewives de la ABC y es interpretado por Alfre Woodard.
Betty se muda a la calle Wisteria para ser la encargada de mantener el misterio de la segunda temporada.

## Historia
Betty Applewhite es madre de dos hijos, uno de ellos con retraso mental. Al parecer fue maltratada por su exesposo y se mudó a Chicago, donde se originó su turbio secreto.

## Primera temporada
Betty llega con su hijo Matthew en medio de la noche, ella compró una de las casas que Edie vendía. En un diálogo entre Edie y Betty se revela que Betty compró la casa por teléfono y sin verla, eso claramente indica que el misterio de la 2ª temporada girará en torno a la familia Applewhite. 
Betty Applewhite y Matthew Applewhite llegaron al final de la primera temporada exactamente en el capítulo 1x22 llamado "Adiós por ahora..."

## Segunda temporada
En el primer episodio de esta temporada Bree (viuda de Rex Van de Kamp (su marido) le da la bienvenida a la calle, después ella se entera de que fue pianista de concierto y la invita a tocar en la misa del funeral de Rex.
Betty siempre encontraba respuestas evasivas a las preguntas de sus curiosos vecinos. Betty encerró a su hijo con retraso mental en el sótano; y un día el hombre escapa y causa el aborto de Gabrielle Solís. La mujer despierta inquietudes entre el vecindario pues es misteriosa y oscura, no se relaciona con nadie y en su forma de actuar revela que esconde algo. Mientras la temporada continúa se descubre que la investigación del homicidio de una mujer llamada Melanie Foster inquieta a Betty. Pronto un hombre (de apellido Curtis) irrumpe en la casa de Betty para asesinar a alguien, pero las escaleras al sótano se rompen y queda muerto ahí... Betty y Matthew descubren el cuerpo y lo encierran en el maletero del coche del hombre; sin embargo las llaves del automóvil también se quedan encerradas. Betty decide entrar a la casa y pensar qué hacer, pero una discusión entre vecinos termina con la minivan de Susan Mayer incrustada en el maletero del coche. Tras el accidente el maletero se abre y deja ver el cuerpo; momentos después la policía llega a investigar y las vecinas a hablar de Betty.
Mientras tanto su hijo Matthew sale con Danielle, la hija de Bree, y trata de tener una vida normal, sin secretos y no parecer un asesino frente a la vista de todos. Matthew le cuenta su secreto a Danielle, y ésta le cuenta que tiempo atrás Andrew atropelló a la madre de Carlos Solís. Un día Bree los descubre juntos y decide ir con Betty a platicar del asunto. Esta unión con Betty le hace sospechar aún más de ella y decide investigar. Al final Bree descubre muchos secretos de Betty, pero ésta amenaza con contar la verdad sobre el terrible "accidente" que dejó en estado de coma a la madre de Carlos. 
Matthew y Danielle deciden que lo mejor sería si Caleb se fuera, así que ésta finge que Caleb la intentó violar. Aunque Matthew le comenta a su madre que lo mejor sería si enviara a Caleb a un hospital especializado en el síndrome de Caleb, Betty decide envenenarlo. Justo cuando Betty le va a dar el helado envenenado a Caleb la verdad acerca del plan de Matthew se descubre y Betty decide ir a castigar a Matthew. Para esto la familia Van De Kamp tiene sus propios problemas y Danielle decide escapar de su casa para ir al encuentro de Matthew. Cuando Betty llega a castigar a Matthew, éste y Danielle escapan y dejan inconsciente a la pobre mujer. 
En el final de temporada, investigadores del caso de Melanie investigan a Betty y le interrogan. Las fotos del cuerpo de Melanie le revelan a Betty lo que sucedió aquella noche. En un flashback se ve que Melanie era novia de Matthew, pero su relación era inestable así que deciden separarse. Después quedan para tener relaciones por última vez en un lugar donde talan árboles; pero Caleb, quién siente algo por Melanie, escucha la conversación. En ese lugar Caleb trata de besar a Melanie, pero ésta le ofende y le golpea... en respuesta Caleb le devuelve el golpe y la mujer parece quedar muerta. Caleb sale corriendo con sangre en su ropa y, mientras, Matthew va llegando al lugar. Melanie resulta estar bien pero amenaza con contar a la policía la agresión física de Caleb; en respuesta Matthew le golpea hasta que muere. Después deja su chamarra sobre la mujer y llega a casa, donde Betty pensaba que Caleb había asesinado a Melanie; el televidente puede imaginar que después Matthew mintió y aseguró que Melanie ya estaba muerta. Cuando la escena de retrospectiva (o flashback) acaba, se observa que Betty ve las fotos y reconoce la chamarra de Matthew. 
Mientras tanto Bree se encierra en un hospital psiquiátrico, por problemas personales, pero decide huir cuando Betty llama diciendo que Danielle está relacionada con el asesino de Melanie Foster. Danielle y Matthew se ven con problemas económicos, así que deciden regresar a Wisteria Lane para robar dinero de sus respectivas casas. Cuando Matthew llega a su casa, Betty le impide agarrar dinero y lo saca de su casa, después llama a la policía. Cuando Danielle y Matthew se encuentran en la casa Van De Kamp, Bree llega y les impide salir. En respuesta, Matthew le amenaza con un arma, pero Bree sigue ahí. Justo cuando va a disparar, un francotirador de la policía (al cual Betty llamó previamente) dispara a Matthew. Después de los gritos desesperados de Danielle, el cuerpo es sacado de la casa y todos los curiosos vecinos se reúnen para ver lo sucedido. 
Tras todo lo ocurrido, Betty decide que debe mudarse junto con Caleb a otro lugar; y así dejan la calle Wisteria. Su camión de mudanzas sirve como referencia visual para escuchar la última narración de temporada que habla acerca de los caminos y de curvas de la vida.

## El Regreso de Betty
Aunque hubo rumores acerca del posible regreso de este personaje, éste nunca llegó a producirse.
- Datos: Q2552938